# Всеукраинский турнир юных химиков
Всеукраинский турнир юных химиков (ВТЮХ) является командно-личным соревнованием учащихся в их способности решать сложные химические проблемные задания, представлять решения в убедительной форме и защищать их в научной дискуссии (химическом бое).
Турнир юных химиков проводится в два этапа: региональный (городской, областной) и всеукраинский (финальный).

## История ВТЮХ
В конце 70-х годов XX века идея создания турнира для школьников, как научного состязания соединяющего элементы защиты диссертации, выступления на конференции и изобретательской деятельности возникла у физиков Московского государственного университета им. М. В. Ломоносова. В первые годы существования на физическом факультете Московского государственного университета им. М. В. Ломоносова идея турниров понравилась педагогам за соревновательную азартность и ораторскую составляющую на фоне владения фундаментальными знаниями. В те же 1980-е годы энтузиасты из Одесского государственного университета и Ришельевского лицея г. Одессы принимали участие во Всесоюзных турнирах юных физиков в Московском государственном университете им. М. В. Ломоносова.
Первый на Украине химический турнир прошёл в Одессе в 1989 году на базе Одесского государственного университета и Областной станции юных техников. Он имел статус областного. В нём приняли участие всего 4 команды, но начало было положено. В следующие годы на областной турнир приезжали команды и из России, а в 1994 году был проведён I Всеукраинский турнир юных химиков. Через несколько лет турнир, как соревновательное состязание для школьников, был одобрен Институтом содержания и методов образования Украины. До 1997 года химические турниры проходили в Одессе, потом ВТЮХ начал проводиться в других городах.
У истоков Всеукраинского турнира юных химиков были А. А. Зильберман, В. А. Карпинчик, И. И. Желтвай, А. Ю. Ляпунов.

## Цели ВТЮХ
- привлечение школьников к практической научной деятельности
- обучение школьников нормам и стилю работы в творческих коллективах
- усиление межпредметных связей
- активизация внеклассной работы по химии
- создание условий для реализации и развития творческих способностей учащихся
- формирование у учащихся интереса к химии
- поиск школьников, способных применять знания по химии и находить оригинальные технические решения
- привлечение ведущих учёных, студентов и аспирантов к работе со школьниками
- повышение профессионального уровня преподавателей и учителей

## Задачи ВТЮХ
Для обсуждения во ВТЮХ’е используется заранее опубликованный список заданий. Это задачи открытого типа (то есть не имеющие окончательного и однозначного решения), допускающие огромное разнообразие подходов. Условия заданий сформулированы максимально кратко и не содержат всех необходимых для решения данных, поэтому для их решения необходимо самостоятельно сделать определённые допущения, выбрать модель для построения ответа. Задания выполняются коллективно. Решение задач предполагает проведение самостоятельных экспериментальных и теоретических исследований, разрешается использование любых литературных источников, а также консультации со специалистами.

### Требования к задачам
1. Научность: для решения проблемы ученику должен потребоваться запас знаний больший чем школьный. Это формирует желания знать больше
2. Неоднозначность решения: у задачи не должно быть одного конечного решения; правильного решения может просто не существовать
3. Широта проблемы: задача должна касаться многих вопросов и не сводиться лишь к одному; чем шире задача, тем интересней будет по ней полемика
4. Играбельность: задача должна допускать множество неоднозначных подходов, чтобы бой был максимально интересным и насыщенным

### Примеры задач
«Универсальный индикатор». Сок многих растений изменяет свой цвет в зависимости от рН среды. Предложите растительный экстракт или их смесь, которую можно использовать для определения рН водных растворов в максимально широком интервале. Оцените его точность по сравнению с обычным универсальным индикатором. (XVII ВТЮХ)
«Селективность». Предложите структурную формулу органического вещества А, которое при действии на него смеси веществ Б и В реагировала бы только с веществом Б, а при действии внешнего возбудителя химической или физической природы обратимо изменялось таким образом, чтобы реагировала бы только с веществом В. Предложите области применения такого вещества А. (XVI ВТЮХ)
«Тяжёлый электрон». Как изменятся свойства и строение химических элементов и веществ, если масса электрона будет равна одной десятой массы протона? (XV ВТЮХ)
«Амфотерность». Известно, что чистая серная кислота проявляет свойства не только кислоты, но и основания. Чем можно объяснить этот факт? Какие вещества и почему проявляют такие же свойства? (XIV ВТЮХ)
«Квадратная кислота». В литературе описано соединение 1,2-дигидроксициклобутендион, которое называют квадратной кислотой. Это соединение проявляет свойства кислот, а также замечательно тем, что содержит гидроксигруппы у двойной связи. Обсудите возможность существования трёх-, пяти- и шестиугольных кислот и предложите методы их синтеза. Какой максимальный размер может иметь циклическая часть молекулы? (XIII ВТЮХ)

## Основные действующие лица
- члены жюри (во главе с председателем): по сложившейся на XV ВТЮХ’е классификации всех членов жюри можно поделить на такие группы:
  - мэтры: кандидаты и доктора наук, доценты, профессора и старшие научные сотрудники НИИ
  - децимэтры: аспиранты и младшие научные сотрудники, иногда уже кандидаты наук
  - сантимэтры: студенты старших курсов
  - миллимэтры: тренеры и руководители команд, которые приглашены для участия в жюри именно на этом турнире, все члены жюри из региона, в котором проводится финальный этап, если они никогда до этого ещё не принимали участия в работе жюри ВТЮХ’а
- команды-участники: команды состоят из 3-5 школьников. Участие в командах студентов строго запрещенно правилами
- эксперт-консультант: утверждается приказом Министерства образования и науки Украины и отвечает за рассмотрение апелляций и интерпретацию спорных пунктов правил ВТЮХ’а
- счётная комиссия: как правило, представители учебного заведения в котором проводится турнир или тренера и руководители команд-участников, которые выполняют перевод оценок выставленных членами жюри и конечный подсчёт баллов, набранных командами. В последние годы из-за усложнившейся системы расчёта баллов, процесс подсчёта был автоматизирован с помощью компьютера, а с ролью счётной комиссии легко справляется один из членов жюри.

## Правила химических боев

### Общие правила
- в бою принимает участие 2,3 или 4 команды
- в каждом бою команда выступает в одной из ролей: Докладчик (Д), Оппонент (О), Рецензент (Р) и Наблюдатель (Н). Если играет 2 команды, то они выступают в роли Докладчика и Оппонента.
- в каждой роли команда бывает один раз за бой
- в каждом действии команда меняет свою роль согласно схеме переходов:

| Двухкомандный бой | Двухкомандный бой | Двухкомандный бой | Трёхкомандный бой | Трёхкомандный бой | Трёхкомандный бой | Трёхкомандный бой | Четырёхкомандный бой | Четырёхкомандный бой | Четырёхкомандный бой | Четырёхкомандный бой | Четырёхкомандный бой |
| ----------------- | ----------------- | ----------------- | ----------------- | ----------------- | ----------------- | ----------------- | -------------------- | -------------------- | -------------------- | -------------------- | -------------------- |
| Команда           | Действие          | Действие          | Команда           | Действие          | Действие          | Действие          | Команда              | Действие             | Действие             | Действие             | Действие             |
| Команда           | 1                 | 2                 | Команда           | 1                 | 2                 | 3                 | Команда              | 1                    | 2                    | 3                    | 4                    |
| 1                 | Д                 | О                 | 1                 | Д                 | Р                 | О                 | 1                    | Д                    | Н                    | Р                    | О                    |
| 2                 | О                 | Д                 | 2                 | О                 | Д                 | Р                 | 2                    | О                    | Д                    | Н                    | Р                    |
|                   |                   |                   | 3                 | Р                 | О                 | Д                 | 3                    | Р                    | О                    | Д                    | Н                    |
|                   |                   |                   |                   |                   |                   |                   | 4                    | Н                    | Р                    | О                    | Д                    |

- для определения порядка выбора ролей в первом действии в начале боя проводится конкурс капитанов. Заданием конкурса капитанов, как правило, является перечисление чего-то: именной химической посуды, жидких неорганических соединений и другие. Каптан, который назовёт больше и не повторится — выигрывает
- вопросы и содержание выступлений Оппонента и Рецензента не должны сводиться к изложению собственного решения и демонстрации собственных экспериментов. В полемике обсуждается только предложенное Докладчиком решение задачи
- на протяжении одного боя каждый участник может выступать не более 2-х раз (уточняющие вопросы с места, участие в общей полемике команд выступлением не считаются)
- на доклад и оппонирование команда может выставить двух членов команды. В этом случае один из них представляется как основной докладчик (оппонент), а второй как содокладчик (сооппонент). Основной докладчик (оппонент) начинает выступление, после чего передаёт слово содокладчику (сооппоненту). Выступление содокладчика (сооппонента) не может превышать половины времени, использованного основным докладчиком (оппонентом)
- на XVII (Сумы, 2009) и XVIII (Винница, 2010) ВТЮХ, по решению жюри, командам на протяжении боя было разрешено 1 раз использовать тайм-аут. Тайм-аут длительностью 1 минута, позволяет всем участникам (Докладчику, Содокладчику, Оппоненту, Сооппоненту и Рецензенту, которые представляют команды у доски, вернуться к своими командам для совещания. Тайм-аут может быть использован в любом раунде вопросов или полемике. Во время выступлений (монологов) тайм-аут использовать нельзя. С XIX (Черкассы, 2011) ВТЮХа тайм-аут официально введён в правила турнира, но его длительность ограничена 30 секундами.

### Регламент
| №  | Событие                                                                             | Длительность |
| -- | ----------------------------------------------------------------------------------- | ------------ |
| 1  | Оппонент предлагает Докладчику задачу для доклада                                   | 1 мин.       |
| 2  | Докладчик принимает или отклоняет задачу                                            | 1 мин.       |
| 3  | Подготовка к докладу                                                                | 1 мин.       |
| 4  | Доклад                                                                              | 7 мин.       |
| 5  | Уточняющие вопросы Оппонента к Докладчику и ответы Докладчика                       | 2 мин.       |
| 6  | Подготовка к оппонированию                                                          | 2 мин.       |
| 7  | Выступление Оппонента                                                               | 5 мин.       |
| 8  | Полемика между Докладчиком и Оппонентом                                             | 3 мин.       |
| 9  | Уточняющие вопросы Рецензента Докладчику и Оппоненту, ответы Докладчика и Оппонента | 2 мин.       |
| 10 | Подготовка к рецензированию                                                         | 2 мин.       |
| 11 | Рецензирование                                                                      | 3 мин.       |
| 12 | Полемика между Докладчиком, Оппонентом и Рецензентом                                | 5 мин.       |
| 13 | Выступления команд Докладчика, Оппонента, Рецензента и Наблюдателя                  | по 1 мин.    |
| 14 | Вопросы жюри                                                                        | 7 мин        |
| 15 | Заключительное слово Рецензента, Оппонента и Докладчика                             | по 30 сек.   |
| 16 | Выставление оценок                                                                  |              |
| 17 | Слово жюри                                                                          | 3 мин        |
| 18 | Дополнительные выступления (при необходимости)                                      |              |

В двухкомандном бою действия 9-12 исключаются. Команда Наблюдатель выступает только в общей полемике команд.
По решению жюри на XVII (Сумы, 2009) и XVIII (Винница, 2010) ВТЮХ «Заключительное слово Рецензента, Оппонента и Докладчика» переставлено после «Вопросов жюри». Перемещение этого этапа узаконено в редакции правил на XIX (Черкассы, 2011) ВТЮХе.

### Роли команд
Докладчик — докладывает суть решённой командой проблемы, согласно поставленной задаче, акцентируя внимание на её химическую идею и выводы. При этом использует заранее заготовленные презентации, рисунки, плакаты, фотографии, видеофрагменты, а также демонстрирует опыты, если задача экспериментальная.
Оппонент — высказывает критические замечания к докладу, и задаёт вопросы Докладчику, выясняет неточности, ошибки в понимании проблемы и в предложенном решении. Оппонент должен указать на положительные моменты и обосновать принципиальные недостатки, как в решении задачи, так и в выступлении Докладчика.
Рецензент — даёт краткую оценку выступлениям Докладчика и Оппонента, определяет, насколько полно они справились со своими обязанностями, анализирует понимание обсуждаемой проблемы Докладчиком и Оппонентом. Рецензент имеет право задавать вопросы и докладчику, и оппоненту. Если, по мнению Рецензента, Оппонент не справился со своей ролью, то, после соответствующего обоснования, он может в своём выступлении взять на себя роль Оппонента.
Наблюдатель — имеет право выступать только в общей полемике команд.

## Особенности всеукраинского (финального) этапа

### Жеребьёвка
Для того, чтобы распределить команды по группам для проведения боев проводиться жеребьёвка в виде демонстрационной олимпиады. В такой жеребьёвке командам предлагаются различные задания: картинки, схемы, зашифрованные уравнения реакций, видеоролики экспериментов, фрагменты кинофильмов и другие. Команды совместно отвечают на задания. В результате жеребьёвки команды распределяются по уровню знания химии. На основании такого списка формируются группы, в которых будут проходить отборочные бои.

### Финальный бой

#### Конкурс капитанов

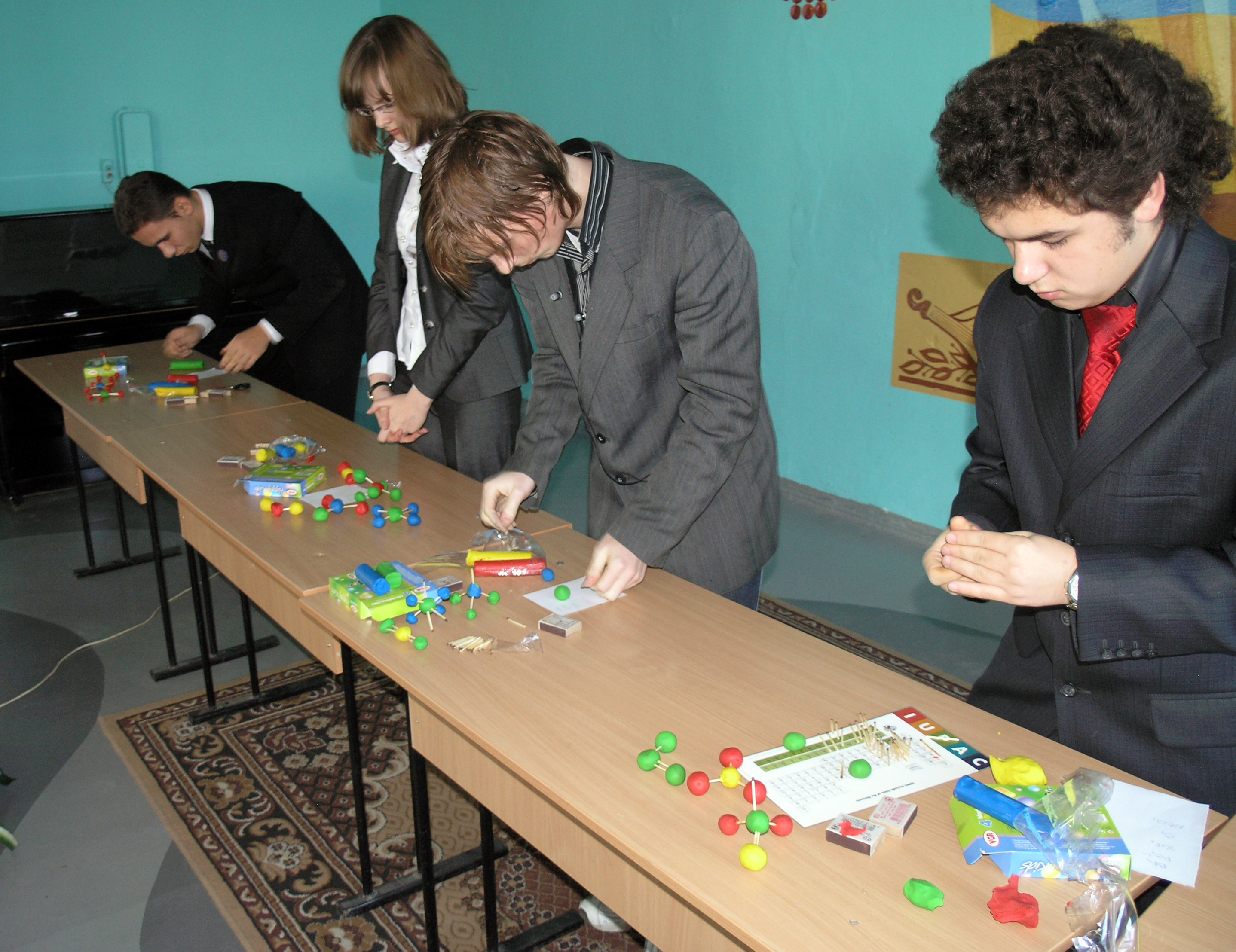
Капитаны команд-финалистов XVII ВТЮХ лепят из пластилина и спичек модели молекулярных соединений и ионов, соревнуясь в конкурсе капитанов

Конкурс капитанов финального боя всегда более зрелищен, по сравнению с конкурсами капитанов предыдущих этапов. Он состоит из нескольких туров:
- практический: капитаны выполняют некое экспериментальное задание, например, титруют (XV ВТЮХ) или лепят из пластилина и спичек модели соединений молекулярного строения и ионов (XVII ВТЮХ)
- теоретический: капитаны отвечают на некоторые вопросы химической теории: называют приборы, что им демонстрируются на картинках (XIII ВТЮХ), отгадывают учёных по портретам и подсказкам (XV ВТЮХ)
- химическая «Своя игра»: капитаны отвечают на вопросы различного характера с различной ценностью, по правилам подобным правилам телевизионного шоу «Своя игра»[1]. Изюминкой «Свояка» являются категории «Смехохимия», «Химические казусы» и другие категории с юмористическим наклоном. Их очень любит публика.

Капитан набравший наибольшее количество баллов за все туры, получает право первым выбрать порядок выбора роли.

#### Новый пакет задач
Правила Всеукраинского турнира юных химиков допускают проведение финального боя всеукраинского (финального) этапа по абсолютно новому пакету заданий. Этот пакет формируется членами жюри непосредственно перед раздачей командам из задач, составленных членами жюри на протяжении турнира. Команды самостоятельно, без руководителей и тренеров, без мобильной связи и интернета в течение 8 часов (с раннего утра) готовят ответы на эти задачи.
Зрители и руководители команд узнают задания лишь во время проведения финального боя. Финал проходит по тем же правилам, что и обычный. Финалы по новым заданиям проводились в 2006 (XIV ВТЮХ, Ивано-Франковск), 2007 (XV ВТЮХ, Львов) и 2008 годах (XVI ВТЮХ, Евпатория).
В 2011 году на XIX ВТЮХе (Черкассы) командам финалистам было предложено по 2 задачи на 4 часа подготовки. Задачи выбирались вслепую (не видя условий). Подготовка проводилась без руководителей и связи с ними, но с доступом к интернету. Командам оставлялось право на один отказ от задачи в финале, то есть для доклада нужно было подготовить всего 1 задачу. Какие задачи какой из команд достались другие команды узнавали лишь в начале каждого действия финального боя. Такая схема сохранилась и следующих ТЮХ.

##### Примеры заданий для финального боя
«Бог химии». Волей судьбы Вы оказались на острове в плену у аборигенов. Вы представились им Богом химии. Чтобы не быть съеденым, предложите способ довести аборигенов до благоговейного ужаса, используя местные ресурсы. Считается, что огонь аборигенам уже известен.
«Индикатор». Предложите набор химических реактивов и операций для приблизительной оценки рН среды без использования эффекта изменения окраски и без применения инструментальных методов.

## Места проведения и победители
| ВТЮХ  | Год  | Город              | Победитель                                                                                  |
| ----- | ---- | ------------------ | ------------------------------------------------------------------------------------------- |
| I     | 1993 | Одесса             | команда Ришельевского лицея г. Одессы                                                       |
| II    | 1994 | Одесса             | сборная команда Одесского отделения Малой академии наук г. Одессы                           |
| III   | 1995 | Одесса             | команда Технического лицея г.Киева                                                          |
| IV    | 1996 | Южный              | сборная команда Республики Беларусь и команда Ришельевского лицея г. Одессы                 |
| V     | 1997 | Тернополь          | команда Ришельевского лицея г. Одессы                                                       |
| VI    | 1998 | Днепропетровск     | команда Харьковского физико-математического лицея № 27 и сборная команда г. Днепропетровска |
| VII   | 1999 | Одесса             | команда Ришельевского лицея г. Одессы                                                       |
| VIII  | 2000 | Луганск            | команда Луганского медицинского лицея                                                       |
| IX    | 2001 | Луцк               | команда Академической гимназии № 45 г. Харькова                                             |
| X     | 2002 | Харьков            | сборная команда Волынского отделения Малой академии наук Украины г. Луцк                    |
| XI    | 2003 | Ровно              | команда Академической гимназии № 45 г. Харькова                                             |
| XII   | 2004 | Каменец-Подольский | сборная команда г. Ровно                                                                    |
| XIII  | 2005 | Киев               | команда средней школы № 50 им. А. С. Макаренко г.Львова                                     |
| XIV   | 2006 | Ивано-Франковск    | команда Ришельевского лицея г. Одессы                                                       |
| XV    | 2007 | Львов              | команда Львовского физико-математического лицея                                             |
| XVI   | 2008 | Евпатория          | команда средней школы № 50 им. А. С. Макаренко г. Львова                                    |
| XVII  | 2009 | Сумы               | сборная команда г. Харькова и команда Львовского физико-математического лицея               |
| XVIII | 2010 | Винница            | команда Львовского физико-математического лицея                                             |
| XIX   | 2011 | Черкассы           | команда Харьковской гимназии № 47                                                           |
| XX    | 2012 | Чернигов           | команда Харьковской гимназии № 47                                                           |
| XXI   | 2013 | Полтава            | команда Львовского физико-математического лицея                                             |
| XXII  | 2014 | Днепропетровск     | сборная команда г. Харькова                                                                 |
| XXIII | 2015 | Черновцы           | команда Львовского физико-математического лицея                                             |
| XXIV  | 2016 | Хмельницкий        | команда Львовского физико-математического лицея                                             |

## Мнения о турнире
- «…После знакомства с условиями задач возникла мысль: „Какой маразм! Кто мог это придумать?!“ Но уже с первого момента, с первых дней самого турнира впечатление меняется. Начинаешь жалеть, что так поздно узнал и познакомился с Турниром. Он сразу захватывает. Хочется заниматься этим все больше и больше. Иногда это вредит основной работе, научной карьере и даже семейным отношениям. Турнир становится способом жизни. И ради чего? Наверно, ради тех счастливых мгновений, когда видишь, что из маленьких „восьмиклашек“ вырастают настоящие, вдохновлённые, целенаправленные люди, когда на лицах детей видишь радость и удовольствие от покорения первых научных вершин и осознания красоты науки. Ради этого стоит жить. Пускай живёт Турнир!»

А. В. Григорович, председатель жюри ВТЮХ, к. х. н., сотрудник Института химии при Харьковском национальном университете им. В. Н. Каразина
- «…Турниры — командное состязание, живое, зрелищное, в нём присутствуют элементы научной дискуссии: доклад, рецензирование, оппонирование и другое. Нашим „не говорливым“, закомпьютеризированным, заиндивидуализированным умным детям, наверно, тяжело найти более полезное занятие для их „очеловечивания“. В общем, турниры — это новое, умное и интересное мероприятие. Турниры — это здорово! Похоже, за ними будущее.»

А. А. Зильберман, старший преподаватель Одесского института усовершенствования учителей
- «…Турниры собирают немало зрителей. Почему? А потому что турниры — это зрелище. И тот, кто хоть раз побывал на турнире как зритель, тот заражается ним и хочет в него играть. И, начав играть, играет очень долго.»

Р. В. Шаламов, к. б. н., специалист Харьковского регионального центра оценивания качества образования
- «…Турнир сумел объединить в себе и сосредоточенный поиск научных решений, и стремление получить и научиться пользоваться фундаментальными знаниями, и спортивный азарт, и ораторское искусство. Турнир допускает длительное творческое сотрудничество школьников, учителей, студентов, аспирантов и преподавателей ВУЗов. Умение работать в коллективе, отстаивать свою точку зрения, уважая при этом мысли соперника, сделать своё первое, пускай маленькое, открытие — и это далеко не все, чему научит, чем может помочь турнир.»

П. Л. Заворотняя, учитель Ришельевского лицея г. Одессы
- «…Идеология Турнира максимально приближена к научной деятельности. Для успешного выступления ученики должны научиться работать с литературой, в некоторых случаях получит навыки экспериментальной работы. Несмотря на то, что в большинстве случаев задания, что решаются, не являются научными проблемами, их решение все равно учит детей мыслить, а это самое важное, чему мы их можем научить.»

И. И. Желтвай, к. х. н., научный сотрудник Физико-химического института им. А. В. Богатского НАН Украины